# إميليو ادواردو ماسيرا
إميليو ادواردو ماسيرا (بالإسبانية: Emilio Massera) (و. 1925 – 2010 م) هو سياسي، وعسكري محترف من الأرجنتين ولد في بارانا، انتري ريوس.
ويحمل رتبة عسكرية أدميرال .

## التعليم
تعلم في مدرسة الأمريكيتين.